# Euphorbia eanophylla
Euphorbia eanophylla är en törelväxtart som beskrevs av Léon Camille Marius Croizat. Euphorbia eanophylla ingår i släktet törlar, och familjen törelväxter.
Artens utbredningsområde är Bolivia. Inga underarter finns listade i Catalogue of Life.